# Enterprise, Alabama
Enterprise là một thành phố thuộc quận Coffee, tiểu bang Alabama, Hoa Kỳ. Dân số năm 2009 là 25885 người, mật độ đạt 320 người/km².